# Puunanenbeek
Puunanenbeek  (Zweeds – Fins: Puunanenoja of Puunainenoja) is een beek, die stroomt in de Zweedse  gemeente Pajala. De beek ontvangt haar water uit het moeras in de Puunanenvallei (Puunanenvuoma). De beek, die inmiddels gestroomlijnd is, is circa twee kilometer lang.
Afwatering: Puunanenbeek → Muonio → Torne → Botnische Golf